# Talysson de Valmir
Talysson Barbosa Costa, mais conhecido como Talysson de Valmir (Itabaiana, 12 de agosto de 1991) é um político brasileiro eleito deputado estadual por Sergipe nas eleições gerais de 2018 com 42 046 votos pelo Partido Liberal (PL).